# Mali op de Olympische Zomerspelen 1980
Mali nam deel aan de Olympische Zomerspelen 1980 in Moskou, Sovjet-Unie. Net als tijdens de drie eerdere deelnames werd geen medaille gewonnen.

## Deelnemers en resultaten
(m) = mannen, (v) = vrouwen 

### Atletiek
| Olympiër          | Discipline       | Resultaat | Prestatie                     |
| ----------------- | ---------------- | --------- | ----------------------------- |
| Salif Koné        | 100m (m)         | 53e       | serie 9: 7de in 11,07         |
| Namakoro Niaré    | discuswerpen (m) | 53e       | kwalificatie: 15de met 57,34m |
|                   |                  |           |                               |
| Fatalmoudou Touré | 800m (v)         | 28e       | serie 3: 6de in 2.19,8        |

### Boksen
| Olympiër   | Discipline | Resultaat | Prestatie                         |
| ---------- | ---------- | --------- | --------------------------------- |
| Salif Koné | -54kg (m)  | 32e       | 1ste ronde: V van ZAM Mutale: 0-6 |

### Judo
| Olympiër        | Discipline | Resultaat | Prestatie                     |
| --------------- | ---------- | --------- | ----------------------------- |
| Habib Sissoko   | -60kg (m)  | 19e       | 1ste ronde: V van ALG Moussa  |
| Abdoulaye Thera | -65kg (m)  | 19e       | 1ste ronde: V van POR Branco  |
| Paul Diop       | -71kg (m)  | 19e       | 1ste ronde: V van POL Alkśnin |

Afghanistan · Algerije · Andorra · Angola · Australië · België · Benin · Birma · Botswana · Brazilië · Bulgarije · Colombia · Congo-Brazzaville · Costa Rica · Cuba · Cyprus · Denemarken · Dominicaanse Republiek · Duitse Democratische Republiek · Ecuador · Ethiopië · Finland · Frankrijk · Griekenland · Groot-Brittannië · Guatemala · Guinee · Guyana · Hongarije · Ierland · IJsland · India · Irak · Italië · Jamaica · Joegoslavië · Jordanië · Kameroen · Koeweit · Laos · Lesotho · Libanon · Liberia · Libië · Luxemburg · Madagaskar · Mali · Malta · Mexico · Mongolië · Mozambique · Nederland · Nepal · Nicaragua · Nieuw-Zeeland · Nigeria · Noord-Korea · Oeganda · Oostenrijk · Peru · Polen · Portugal · Puerto Rico · Roemenië · San Marino · Senegal · Seychellen · Sierra Leone · Sovjet-Unie · Spanje · Sri Lanka · Syrië · Tanzania · Trinidad en Tobago · Tsjecho-Slowakije · Venezuela · Vietnam · Zambia · Zimbabwe · Zweden · Zwitserland